# Az ördög nem alszik
Az ördög nem alszik 1941-ben bemutatott fekete-fehér magyar vígjáték, Csortos Gyula, Tolnay Klári és Hajmássy Miklós főszereplésével.

## Történet
|  | Alább a cselekmény részletei következnek! |

Gróf Boroghy Gedeon elhatározta, hogy két utolsó rokonára hagyja kastélyát és az ősi birtokot. Ezért mindkettejüket odahívja magához azzal a céllal, hogy összeházasítja őket, így a vagyont nem kell majd megosztani. Azonban már az utazás során kiderül, hogy nem illenek össze, és később sem mutatnak semmi szimpátiát egymás iránt a fiatalok (gróf Boroghy Péter, az öregúr unokaöccse és Éva, a család távoli rokona) az öreg gróf legnagyobb bánatára. 
Az idős Boroghy ügyvédjével, Gergellyel ravasz tervet eszelt ki: elhíresztelik, hogy Boroghy Gedeon meghalt. A végrendeletben nagyon különös dolgok foglaltatnak: az öreg minden vagyonát Péterre és Évára hagyta, de csak akkor kapják meg örökségüket, ha teljesítik az elhunyt utolsó akaratát, azaz mindketten 30 napig a kastélyban maradnak, együtt étkeznek, és minden étkezés után csókkal búcsúznak egymástól. Ha az egyik megszegi a feltételek bármelyikét, az elveszti az örökségét, és mindent a másik örököl. Az öreg gróf azt remélte, hogy ezalatt a harminc nap alatt a fiatalok megkedvelik egymást olyannyira, hogy összeházasodnak. 
A terv jó, de a megvalósításába számos hiba is csúszik, de ezek nem a végrendelet hibáinak, hanem Péter és Éva ügyeskedéseinek a következményei. Mindketten rá akarták kényszeríteni a másikat, hogy megszegje a végrendeletet. Ehhez pedig a legkülönbözőbb eszközökhöz nyúlnak; idehívták barátaikat, hogy elcsábítsák ellenfelüket, és vigyék el a kastélyból úgy, hogy a következő étkezésre ne érjenek vissza, tehát sértse meg a végrendelet egyik rendelkezését. 
A terv balul üt ki, ugyanis a barátok egymást csábították el. Ezután Péter elhívja egy másik barátját, Viktort, az ügyvédet, hogy találjon ki valami megoldást. Végül azt tervelték ki, hogy Viktor eljátssza Gedeon bácsi kísértetét, és így kergeti el Évát a kastélyból. 
Nem tudhatták azonban, hogy a kastély ura nem halt meg, sőt figyeli az eseményeket. Így hát igencsak érdekes dolgok történtek; eltűnik a sütemény és a pálinka, sőt az az érdekes helyzet is előáll, hogy a két kísértet halálra rémiszti egymást.
De végül az idős Boroghy óhaja valóra válik, hiszen a fiatalok egymásba szeretnek.
|  | Itt a vége a cselekmény részletezésének! |

## Szereplők
- Csortos Gyula – gróf Boroghy Gedeon
- Hajmássy Miklós – gróf Boroghy Péter
- Tolnay Klári – Éva
- Mihályffy Béla – Gergely, ügyvéd/jogtanácsos
- Bihari Nándor – Viktor, ügyvéd
- Dajbukát Ilona – Vendéglősné
- Szép Ilonka – Klári, Éva barátnője
- Pálóczy László – Péter barátja

További szereplők: Danis Jenő, Juhász József, Pataky Miklós

## Televíziós megjelenések
MTV1 / M1, MTV2 / M2, Duna TV, Duna World, Filmmúzeum